# Cees Jan Diepeveen
Cees Jan Diepeveen (ur. 24 lipca 1956 w Amsterdamie) – holenderskI hokeista na trawie. Brązowy medalista olimpijski z Seulu.
W reprezentacji Holandii zagrał 65 razy (5 bramek). Trzykrotnie brał udział w igrzyskach olimpijskich (w 1984 w Los Angeles – 6. miejsce, w 1988 w Seulu – 3. miejsce i w 1992 w Barcelonie – 4. miejsce.
W 1990 zdobył wraz z drużyną złoty medal na mistrzostwach świata rozgrywanych w Lahaurze. 